# François Granier
François Granier (* 1717; † 18. April 1779 in Lyon) war ein französischer Komponist, Cellist und Violinist. 

## Leben und Wirken
François Granier verbrachte seine ersten Jahre als Musiker in Grenoble und Chambéry. 1751 zog er nach Lyon, wo er Komposition, Cello und Violine unterrichtete sowie mit den Six solos pour violoncelle (1754) seine ersten Kompositionen veröffentlichte. 1756 war er unter den Cellisten in Lyon als « pensionnaires du Concert de l’Académie des Beaux-Arts » aufgeführt. In Lyon begann eine fruchtbare Zusammenarbeit mit dem Tänzer und Choreografen Jean Georges Noverre, für den er zahlreiche Ballettmusiken schrieb, die zwischen 1758 und 1760 an der Lyoner Oper aufgeführt wurden. Weitere Ballettmusiken für Noverre (Les jaloux sans rival, Les caprices de Galathée, L’impromptu du sentiment) sind nicht erhalten.
1760 ging Granier nach Paris, wo er von 1765 bis 1766 als Cellist an der Comédie-Italienne war. In dieser Zeit vertiefte er seine Kompositionskenntnisse bei dem Musiktheoretiker Abbé Pierre-Joseph  Roussier (1716–1792). Von 1762 bis 1791 erschienen unter dem Titel Recueils d’airs 13 Arrangements für zwei Flöten von Arien aus der französischen und italienischen Oper. 1766 kehrte Granier nach Lyon zurück, wo er seine einzige Symphonie aufführte. Ab 1772/73 war er Geiger im Orchester in Lyon, wo er als „Accompagnateur du concert“ auch das Tastencontinuo spielte.
Noverre sagte über Granier: „Diese Musik ist von dem Herrn Grannier, der in dem Lyoner Concerte den Flügel spielt; und ich muß ihm hier die schuldige Gerechtigkeit widerfahren lassen, indem ich versichre, dass es wenige Tonkünstler giebt, die so fähig sind, ihre Kompositions für jede Gattung von Balletten so schicklich einzurichten, und das Genie eines Mannes, der für Einsicht und Gefühl gebohren ist, in Bewegung zu setzen.“ (Noverre: Briefe über die Tanzkunst, Vierzehnter Brief, S. 298).
Eine Verwandtschaft mit dem Komponisten Louis Granier (1740–1800) ist nicht nachgewiesen.

## Werke (Auswahl)
Die Melodien der Ballettmusiken Garniers sind zumeist Arrangements von Opernarien, die große Popularität genossen. Sie beruhen vor allem auf Kompositionen beliebter Zeitgenossen, wie André-Ernest-Modeste Grétry, Egidio Duni, Pierre-Alexandre Monsigny oder François-André Danican Philidor.  
- La Toilette de Vénus (Choreographie: J.-G. Noverre), Lyon 1757
- L’Impromptu du sentiment (Choreographie: J.-G. Noverre), Lyon 1758
- La Mort d’Ajax (Choreographie: J.-G. Noverre), Lyon 1758
- L’Amour corsaire ou l’Embarquement pour Cythère, Lyon, 1758
- Jalousies ou Les fêtes du sérail Lyon, 1758
- Les jaloux sans rival (Autorenschaft nicht gesichert)
- Les caprices de Galathée

- Symphonie
- Six solos pour le violoncelle op. 1 (Lyon, ohne Datum bei Mme. Bretonne; Paris, 1754)